# デイヴィッド・L・ローレンス・コンベンション・センター
デイヴィッド・L・ローレンス・コンベンション・センター（英語：David L. Lawrence Convention Center、略称：DLLCC）は、アメリカ合衆国ペンシルベニア州ピッツバーグのダウンタウンにある139,000平方メートル（1,500,000平方フィート）の広さのコンベンション（集会）、カンファレンス（会議）、エクシビション（展示）のための建築物である。アレゲイニー川の南河岸にあり、2003年に完成した。LEED（Leadership in Energy and Environmental Design、エネルギーと環境に配慮したデザインにおけるリーダーシップ）プログラムが認証した世界で最初かつ最大の建築物である。

## 概要
建築家ラファエル・ヴィニオリおよびその専門職法人（P.C.）、デューハースト・マクファーレン・アンド・パートナーズ、ゴールドライク・エンジニアリングP.C.により設計された、3億5,400万ドルをかけたリバー・フロント・ランドマークである。29,100 m2（313,400 sq. ft）の展示スペース（うち22,000 m2（236,900 sq. ft）は柱のないスペース）7,100 m2（76,500 sq. ft）の追加展示スペース、2,940 m2（31,610平方フィート）のボールルーム（舞踏室）、51の会議室、2つの250席のレクチャーホール（講演ホール）、電話会議設備、 420 m2（4,500 sq. ft）の商業スペース（現在開発中）がある。建築家のヴィニオリは、目標を「グリーン」建築物と設定し、設計を開始した。2003年、建物は米国グリーンビルディング協会（USGBC、U.S. Green Building Council）によるLEED最上位の「ゴールド認定」認証を獲得し、米国で最初にゴールド認定を獲得したコンベンション・センターおよび世界最大の「グリーン」建築物となった。
現在の建物は1981年に建設された同じ名前のコンベンション・センターを建て替えたものである。旧コンベンション・センターは12,000 m2（131,000 sq. ft）の広さしかなく、ボールルームはなかった。すべての古い建物は取り壊され、同じ場所に現在の建築物が建てられた。
2004年には構造技術者協会（Institution of Structural Engineers）の最高賞（Supreme Award）を受賞した。本コンベンション・センターは、ファーリー集会のAnthrocon、ピッツバーグ・ボート・ショウ、ピッツバーグRVショウ、ピッツバーグ・ホーム・アンド・ガーデン・ショウ、パイレートフェスト、そしてピッツバーグ・オート・ショウなどの著名な集会のホーム・サイトである。

## 名前の由来
デイヴィッド・L・ローレンス（David Leo Lawrence、1889年6月18日 - 1966年11月21日）は、1959年から1963年までペンシルベニア州の知事を務めたアメリカ人の政治家である。1946年から1959年までピッツバーグ市長を務めた。ペンシルベニア州知事になった唯一のピッツバーグ市長である。ペンシルベニア州の最初のカトリックの知事でもあった。

## 事故

### 大規模な崩落事故
2002年2月12日火曜日、完成直前の2週間前、建設中の165トンのトラスが崩落し、死者1人、負傷者2人を出した。そのトラスは2003年に完成する予定の第2工期の一部でものだったため、2月23日の第1工期部分の竣工日には影響がなかった。

### 部分的な崩落事故
2007年2月5日、トラクター・トレイラーの重みのため、カンファレンス・フロアの一部が2階から崩落したが、幸い負傷者は出なかった。建物の残りの部分は建築業者による調査が完了した3月9日まで閉鎖された。崩落部分は修理され、コンベンション・センターは再オープンした。

## 開催イベントの歴史

### 2003年
- 全米都市同盟（NUL、National Urban League）集会 7月26日 - 30日：ジョージ・W・ブッシュ大統領が出席。

### 2004年
- 全米ライフル協会（National Rifle Association）集会[7] 4月15日 - 18日：ディック・チェイニー副大統領が出席。
- 大統領選キャンペーン（Election Rally） 7月31日：ジョージ・W・ブッシュ大統領が出席。
- 統一メソジスト教会 （United Methodist Church）全国大会 4月27日 - 5月7日

### 2006年
- オールスター・ファンフェスト（メジャー・リーグ） 7月16日 - 17日

### 2007年
- 女性の健康と環境会議 4月20日：フラン・ドレシャーとテレサ・ハインツが出席。

### 2008年
- アメリカ製造業同盟（Alliance for American Manufacturing、製造業労組）集会 4月14日：ヒラリー・クリントンとバラク・オバマが出席。
- 米国チェス連盟（U.S. Chess Federation）全国大会 5月8日 - 15日
- 民主党プラットフォーム集会 8月9日：ジャネット・ナポリターノ知事、ハワード・ディーン知事、デヴァル・パトリック知事が出席。

### 2009年

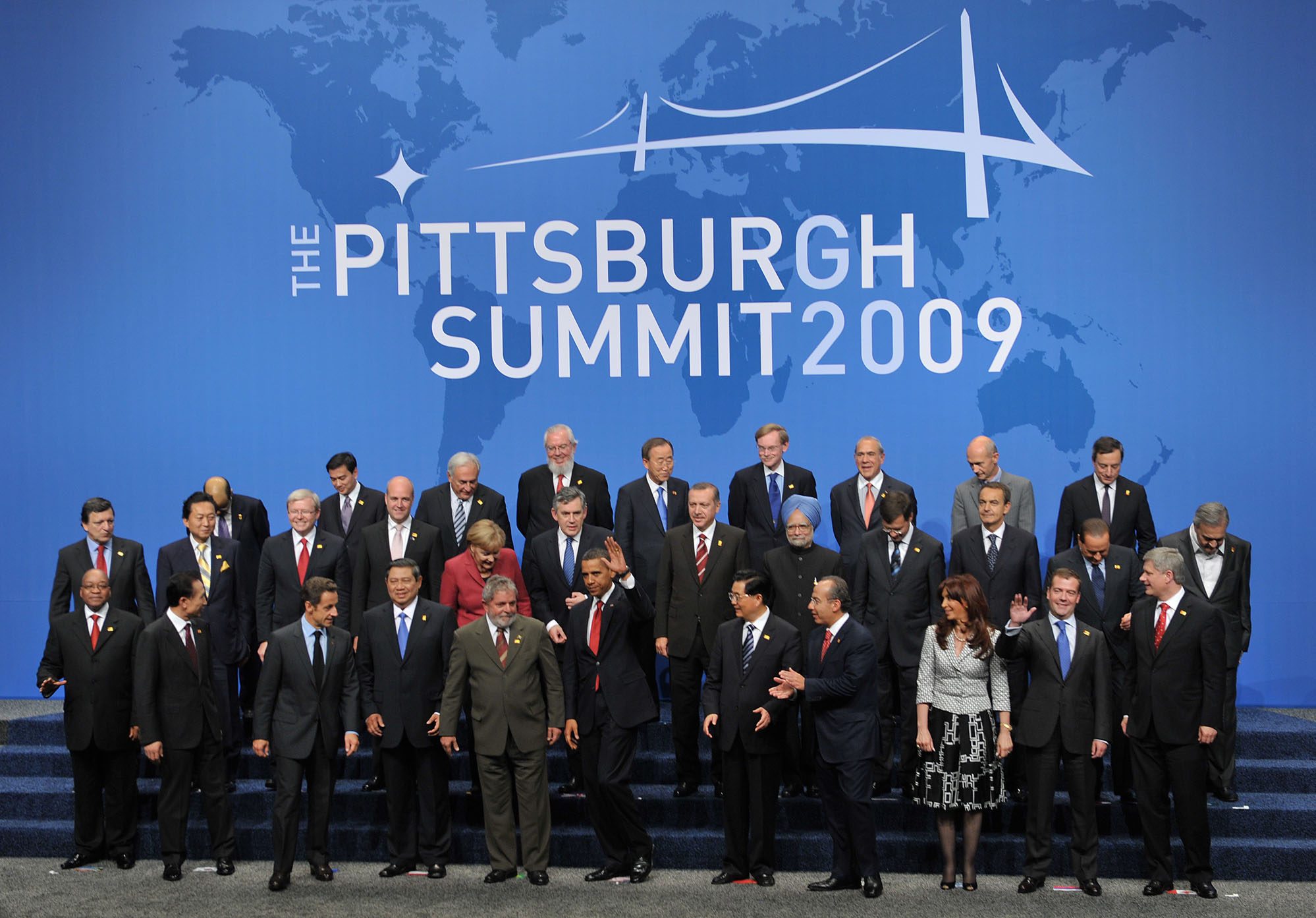
第3回20か国・地域首脳会合（G20ピッツバーグ・サミット）（2009年9月24日 - 25日）

- アメリカ物理学会（American Physical Society）年次会合 3月16日 - 20日
- 第8回国際双極性障害会議（International Conference on Bipolar Disorder） 6月28日 - 29日
- フォレスト・L・ウッド・カップ（Forrest L. Wood Cup）ファミリー・ファン・ゾーンおよび表彰式 7月30日 - 8月2日
- 米国郵趣協会（American Philatelic Society）のスタンプショウ 8月6日 - 9日
- ネットルーツ・ネイション（Netroots Nation）集会 8月13日 - 16日：ビル・クリントン元大統領と元DNC会長・バーモント州知事ハワード・ディーンが出席。
- 全米トラック運転手選手権（National Truck Driving Championships） 8月21日
- アメリカ労働総同盟・産業別組合会議（AFL-CIO） 集会[8] 9月13日 - 17日：バラク・オバマ大統領とキャロライン・ケネディが出席
- 第3回20か国・地域首脳会合（G20ピッツバーグ・サミット） 9月24日 - 25日：G20首脳が出席

### 2011年
- 全米ライフル協会集会 4月29日 - 5月1日

## フィクションの中での描写
- 『スリー・リバーズ』（Three Rivers） CBSの医療ドラマ。いくつかの病院内のシーンとしてコンベンション・センターが使用された[9]。
- 『ファイア・イン・ザ・ホール』（Fire in the Hole） FXネットワークのドラマ。「空港」のシーンで使用された[10]。